# 白苞筋骨草
白苞筋骨草（学名：Ajuga lupulina）为唇形科筋骨草属下的一个种。

## 扩展阅读
- 維基物種上的相關：白苞筋骨草